# Мечислав Грудзень
Мечислав Грудзень (пол. Mieczysław Grudzień; 9 січня 1922, Майкі-Малі — 17 лютого 2010, Варшава) — польський генерал, політичний функціонер збройних сил ПНР, заступник начальника армійського Головного політуправління, контрадмірал флоту, офіцер військової спецслужби. У 1972—1981 роках — міністр у справах ветеранів, у 1975—1981 роках — член ЦК ПОРП. Учасник політичної боротьби на початку 1980-х років. Старший брат члена Політбюро ЦК ПОРП Здзислава Грудзеня, який помер в інтернуванні при воєнному стані.

## Ранні роки
Народився у сільській сім'ї із Серпецького повіту, який на той час належав до Варшавського воєводства. Незабаром після його народження сім'я перебралася до Бельгії. Стефан Грудзень-старший працював на бельгійських і французьких шахтах. Французькими шахтарями стали і сини Мечислав і Здзислав.
Брати Грудзені були членами Французької компартії, організували Союз «Грюнвальд» — комуністичну організацію польської емігрантської молоді. У період нацистської окупації Мечислав Грудзень брав участь у французькому Опорі. Після звільнення Польщі від німецької окупації у 1945 році Грудзені репатріювалися з Франції на батьківщину.

## Генерал та міністр

### В армійському політапараті
У 1946 році Мечислав Грудзень вступив в урядущу компартію ПРП, з 1948 року — ПОРП. У 1949 році вступив на службу в армію. Служив у політичному апараті Польської народної армії. У 1950 році закінчив Вищу школу політичних офіцерів у Варшаві, у 1956 році — курси при Військово-політичній академії у Москві, у 1962 році здобув науковий ступінь у варшавській Військово-політичній академії імені Дзержинського.
З 1957 до 1965 рік Мечислав Грудзень був начальником Головного політуправління Внутрішньої військової служби (WSW) — армійської спецслужби ПНР. У 1962—1965 роках обіймав посаду заступника начальника WSW з політичної частини (начальниками були генерали бригади Александр Кокошин і Теодор Куфель). У 1965—1968 роках — у званні контрадмірала заступник з політчастини головнокомандувача військово-морського флоту віцеадмірала Здзислава Студзиньського. У 1968 році генерал бригади Мечислав Грудзень отримав призначення заступником начальника Головного політуправління Польської народної армії генерала дивізії Юзефа Урбановича. З 1971 року — перший заступник начальника генерала дивізії Яна Чаплі.
На посадах у військово-політичному апараті генерал Грудзень активно зміцнював ідеологічну складову армії та флоту ПНР. Такі його начальники, як Куфель, Урбанович, Чапля, були видатними представниками жорсткої націонал-комуністичної лінії у ПОРП (Куфель і Чапля належали до «фракції партизанів»). Сам Грудзень з 1968 року був членом Центральної комісії партійного контролю при ЦК ПОРП. Його нагороджено низкою орденів і медалей ПНР, СРСР, ЧССР, а також французьким орденом Почесного легіону.

### У ЦК й уряді
У червні 1972 року начальником Головного політуправління став генерал броні Влодзимеж Савчук, його першим заступником — генерал дивізії Юзеф Барила. Мечислав Грудзень перейшов на урядову посаду — очолив створене в кабінеті Петра Ярошевича міністерство у справах ветеранів. У жовтні того ж року отримав військове звання генерала дивізії (акт про надання підписував як голова Держради Юзеф Циранкевич). Залишався міністром в урядах Петра Ярошевича, Едварда Бабюха, Юзефа Піньковського, Войцеха Ярузельського. З ім'ям Грудзеня пов'язане укорінення поняття ветеран у державній системі; відповідні законодавство, відомство та процедури існують і в сучасній Польщі.
Різкий кар'єрний підйом Мечислава Грудзеня пов'язані з приходом Едварда Герека на посаду першого секретаря ЦК ПОРП. Близьким сподвижником Герека був Здзислав Грудзень. У 1970-х роках молодший брат Мечислава Грудзеня був одним із вищих керівників ПОРП і ПНР. Статус Здзислава позначився на положенні Мечислава. З 1971 року генерал Грудзень — кандидат, з 1975 року міністр Грудзень — член ЦК ПОРП.

## У політичному протиборстві
У серпні 1980 року масовий страйковий рух змусив керівництво ПОРП легалізувати незалежну профспілку Солідарність. 6 вересня пленум ЦК усунув Едварда Герека та затвердив на посаді першого секретаря Станіслава Каню. Здзислава Грудзеня, як і багато кого з оточення Герека, знято з усіх посад, піддано жорсткій критиці та притягнуто до кримінальної відповідальності за корупційні зловживання. Апаратні позиції Мечислава Грудзеня виявилися сильно підірваними.
Політично Мечислав Грудзень позиціювався як прихильник Станіслава Кані, згодом Войцеха Ярузельського. На червневому пленумі ЦК ПОРП 1981 року підтримав першого секретаря Каню проти атаки «партійного бетону» на чолі з Тадеушем Грабським. Однак на IX надзвичайному з'їзді ПОРП Мечислава Грудзеня виведено зі складу ЦК.
За правління Ярузельського у період воєнного стану Мечислав Грудзень залишався на урядовій посаді. Водночас Здзислава Грудзеня не тільки інтернували як сподвижника Герека, але й помер через несвоєчасне надання медичної допомоги. Якихось виступів старшого брата у зв'язку з цим не фіксувалося.
У червні 1982 року міністерство у справах ветеранів перетворили в Управління при Раді міністрів. Мечислав Грудзень залишився його керівником, але у зниженому статусі заступника держсекретаря. До 1983 року він входив до керівництва Товариства польсько-радянської дружби, до 1990 року — Союзу борців за свободу та демократію. Але жодної політичної ролі він не грав.

## Відставка та смерть
У жовтні 1987 року Управління у справах ветеранів розформували, його функції передали міністерству праці та соціальної політики. Мечислава Грудзеня відправлено на пенсію. У травні 1988 року він пішов і з військової служби. З того часу жив приватним життям, на бурхливі події та кардинальні зміни у Польщі публічно не реагував.
Помер Мечислав Грудзень у віці 88 років. Похований на цвинтарі Військові Повонзки разом із дружиною Терезою.